# Rochus Friedrich zu Lynar
Rochus Friedrich greve af Lynar (født 16. december 1708 på Schloss Lübbenau, død 13. november 1781 sammesteds) var en tysk diplomat i dansk tjeneste.

## Uddannelse
Han fødtes 16. december 1708 som næstældste søn af Friedrich Casimir zu Lynar, herre til Lübbenau i det kursachsiske Lausitz. Da faderen tidlig døde, satte moderen, en født komtesse Windisch-Grätz, ham i huset hos grev Henrik XXIV af Reuss-Köstritz for sammen med dennes jævnaldrende søn, Henrik VI, at forberedes til universitetet. Ved det lille grevelige hof i Köstritz fik Lynar en fortræffelig, i formen noget pietistisk, opdragelse; han tilbragte derpå 4 år med grundige studier af historie og statsvidenskaber ved universiteterne i Jena og Halle, ledsagede 1730 sin svoger, den svenske gehejmeråd, grev Morits Ulrik Podebusk, på en rejse gennem Danmark til Sverige, med hvis forfatnings- og partiforhold han gjorde sig nøje bekendt, og tiltrådte endelig i det følgende år sammen med den unge grev Reuss en længere rejse omkring i Tyskland, Holland, Frankrig og England, på hvilken han besøgte de fremmede hoffer og kom i nærmere berøring med datidens ledende statsmænd. I 1733 var han således udmærket godt forberedt til at indtræde i statstjeneste, og da den ældre grev Reuss netop den gang befandt sig ved det danske hof, hvor han stod i stor anseelse, bestemte både Lynar og den unge Reuss sig til at træde i dansk tjeneste; den sidste blev senere amtmand i Sorø og overhofmester ved Akademiet, den første ansattes i Tyske Kancelli og bestemtes til diplomatisk tjeneste.

## Gesandt i Stockholm
Allerede i det følgende år betroede Christian VI ham en familiesendelse til fyrstinden af Ostfriesland, og han skilte sig så godt fra dette hverv, at han, der endnu kun var 27 år gammel, udnævntes til gesandt i Stockholm, hvorhen han begav sig i 1735 efter først at have holdt bryllup med en datter af sin plejefader.
Vort forhold til Sverige var godt, og Lynar sluttede sig nøje til Arvid Horn og støttede af al magt dennes mådeholdne og forsigtige regering mod hattepartiet og det franske gesandtskab. Men 1738 sejrede hattene, og Lynar forudså rigtig, at følgen deraf snart ville blive en krig med Rusland, der, hvad enten Sverige gik sejrrigt eller overvundet ud af den, ville kunne blive meget farlig for Danmark. Hattenes sejr havde imidlertid forinden en anden og mere personlig følge for Lynar. Han var trådt for meget frem i striden, og hans skarpe og vittige tunge havde ikke skånet modstanderne. Allerede 1737 havde den franske regering søgt at få ham fjernet fra Stockholm, men strandede den gang på Horns modstand. I 1739 gentog det franske udenrigsministerium sin begæring i København, og under de forhåndenværende omstændigheder var kongen så meget mindre utilbøjelig til at imødekomme den, som han selv ikke var ret tilfreds med sin gesandt, der "altid havde saa mange Kunster i Hovedet", og til hvis politiske forudsigelser han heller ikke satte synderlig lid. Således blev Lynar da kaldt tilbage, og hvor nødig han selv end ville det, måtte han forlade Stockholm i sommeren 1740. Men forinden havde udsigten til det forestående tronfølgervalg fremkaldt håbet hos den danske regering om, at udfaldet kunne blive en fornyet union mellem de nordiske riger. Lynar havde altid været en afgjort tilhænger af en nær forbindelse mellem Sverige og Danmark-Norge, men den måtte efter hans mening, for tiden i det mindste, indskrænke sig til en fast defensiv alliance, og uden at bekymre sig om, hvorvidt det vilde behage hjemme, udtalte han i sine indberetninger meget bestemt, at det ville være så godt som umuligt at tilvejebringe en egentlig union og endnu umuligere at opretholde den.

## I Sankt Petersborg
Der var for tiden ingen diplomatisk post ledig, som man kunne tilbyde ham, og indtil videre måtte han lade sig nøje med at anvendes i den indre tjeneste. Han kunne dog ikke beklage sig, thi efter i en kort tid at have været ansat ved overretten i Gottorp og derefter som amtmand udnævntes han til kansler og regeringspræsident i Holsten. Men, hvor anselig denne stilling end var, vedblev hans hu dog at stå til diplomatisk virksomhed, og det lykkedes ham endelig ved sine forbindelser ved hoffet i 1749 at blive kaldt til København for under Johan Sigismund Schulins ledelse at udarbejde den gottorpske mageskiftetraktat med den svenske tronfølger Adolf Frederik og den tilhørende cessionsakt, og da dette arbejde var tilendebragt, sendtes han som gesandt til Sankt Petersborg i slutningen af 1749. 1746 var han blevet gehejmeråd.
Hovedformålet for hans sendelse var at berolige den russiske regering, der var meget misfornøjet med, at den svenske mageskiftetraktat uden dens vidende var kommen i stand under fransk mægling, og end mere med, at samtidig den fransk-danske subsidietraktat var blevet fornyet, hvorved den mistænkte den danske regering for at have bundet sig fastere til Frankrig. Med sin sædvanlige dygtighed vidste Lynar i den grad at vinde Aleksej Bestuzjev-Rjumin, den russiske storkansler, med hvem han havde været kollega i Stockholm, at denne ikke blot opgav al sin tidligere mistro, men end yderligere gjorde alliancen med Danmark til et hovedpunkt i sit politiske system, som han derfor var villig til at sikre ved at fjerne enhver kilde til strid mellem de 2 stater. Men imidlertid var Schulin død 13. april 1750, og da J.H.E. Bernstorff, hvem kongen ønskede at udnævne til hans efterfølger som udenrigsminister, anså sig for bundet ved et tidligere løfte til prinsen af Wales, blev Lynar designeret til denne post, og i et privatbrev underrettede den interimistisk fungerende udenrigsminister, grev Christian August von Berckentin, ham om denne kongens hensigt. Samtidig modtog han sin rappelskrivelse. Men da han meddelte den til storkansleren, forsikrede denne ham, at storfyrsten nu var villig til at afgøre sine stridigheder med Danmark, og opfordrede ham indstændig til ikke at forsømme en så gunstig lejlighed til at fjerne den eneste fare, som truede en varig alliance mellem de 2 lande. Denne udsigt til at kunne tiltræde sin nye værdighed efter at have vundet en så vigtig diplomatisk sejr var alt for fristende for Lynar. Med regeringens samtykke udsatte han altså sin afrejse, og i alt for stor tillid til storkanslerens løfter, hvis upålidelighed dog var ham vel bekendt, og til storfyrstens holstenske rådgiveres ubestemte og interesserede forsikringer lod han sig da efterhånden drage dybere og dybere ind i en forhandling, uden at Carl Fredrik Pechlin, med hvem han forhandlede, havde fået nogen fuldmagt dertil af sin herre, og uden engang at have nogen sikkerhed for, at storfyrsten overhovedet var villig til at gå ind på noget mageskifte, og det uagtet han selv fra begyndelsen af havde indset, at disse 2 betingelser måtte være tilstede, før nogen forhandling kunde begynde. Således enedes til sidst han og Pechlin om et fuldstændigt traktat for slag, som han 25. december indsendte til København. Vel lykkedes det endelig Pechlin at få fuldmagt af storfyrsten, der hidtil ikke havde vidst noget om disse hemmelige forhandlinger, men da så traktatforslaget forelagdes ham, forkastede han alt, tog fuldmagten tilbage og erklærede, at han aldrig ville høre noget om et mageskifte.

## Fiasko og udnævnelse til statholder
Således var da hele forsøget strandet, men dets følger udeblev ikke. For den danske regering var udsigten til at komme til en mindelig overenskomst med storfyrsten blevet ringere end nogen sinde, og skulle en ny forhandling en gang i fremtiden blive mulig, ville Danmark vanskelig kunne komme bort fra de i flere henseender meget byrdefulde forpligtelser, som traktatforslaget pålagde det, hvorimod storfyrsten selvfølgelig ikke i nogen måde var bundet ved Pechlins uautoriserede indrømmelser. For Lynars vedkommende kostede disse forhandlinger ham udenrigsministerposten, thi imidlertid var Bernstorff blevet fri ved prinsen af Wales' død, og kongen var da vendt tilbage til sit oprindelige valg af ham til at blive Schulins efterfølger. Man skyldte imidlertid Lynar en erstatning for denne skuffelse, som han aldrig forvandt. Ved sin tilbagekomst i december 1751 udnævntes han til statholder i Oldenburg og Delmenhorst, en post, der ikke havde været besat siden greven af Aldenburgs død 1680. Det var en meget høj og vel aflagt embedspost, men uden virkelig betydning, og med rette betragtede Lynar den som en hæderlig retræte. Han beskæftigede sig under denne ufrivillige hvile med studier og litterære arbejder, især af teologisk og filologisk indhold. Endnu én gang kaldtes han bort fra sin ensomhed til diplomatisk virksomhed, idet han i september 1757 efter slaget ved Hastenbeck fik ordre til ufortøvet at begive sig til Hannover for at mægle en våbenstilstand mellem den franske marechal Richelieu og hertugen af Cumberland. Vel lykkedes det ham at bringe en sådan stilstand til veje 8. september og, da uenighed opstod mellem de 2 generaler ved udførelsen, også at bilægge den ved en tillægskonvention af 10. samme måned; men både Frankrig og England anså sig for brøstholdne ved disse overenskomster, som derfor ikke godkendtes, og den eneste løn, Lynars ubestridelige dygtighed og takt og den danske regerings villighed til at redde Hannover fra krigens ødelæggelser høstede, var, at de begge angrebes fra alle sider på det bitreste.

## Godsejer og forfatter
Endnu i 9 år holdt Lynar ud i Oldenburg; Lynar blev afskediget i december 1765 uden pension, da han, for at skaffe sig penge til en rejse til København, havde opkrævet penge hos forskellige kommunale autoriteter i Oldenburg under foregivende af, at han på denne rejse ville skaffe landet fri for at stille soldater til landmilitsen. Det var dog næppe af misfornøjelse med den danske regering, der altid havde behandlet ham godt og i 1763 havde udnævnt ham til Ridder af Elefanten. 2 af hans sønner forblev også i dansk militærtjeneste efter hans afgang. Ved sin ældre broders død 1768 arvede han Lübbenau, hvor han boede til sin død, 13. november 1781, beskæftiget med bestyrelsen af sine store ejendomme og ivrig optaget af studier og litterære arbejder, men tillige i stadig forbindelse med tyske hoffer, hvor han altid modtoges med stor agtelse.
Med udmærkede evner forbandt Lynar fin dannelse, grundige kundskaber og stor arbejdsdygtighed. Dertil var han en smuk og statelig herre, i besiddelse af alle ydre egenskaber til at spille en stor rolle i verden. Men desuagtet efterlod hverken hans diplomatiske eller hans administrative virksomhed noget varigt resultat. Selv søgte han grunden dertil i andres misundelse og intriger. For en væsentlig del lå den snarere i hans overdrevne selvfølelse og fordringsfuldhed, hans store ærgerrighed og forfængelighed, der hæmmede hans dygtighed og fyldte ham selv med bitterhed og mistro. Men trods disse mangler var han en betydelig personlighed, og han indtager en fremtrædende plads mellem det 18. århundredes diplomater.
Der er opsat en mindetavle for greven i Sankt Nikolaj Kirke i Lübbenau.

## Familie
Han ægtede 22. maj 1735 Sophie Maria Helena af Reuss-Köstritz (30. november 1712 – 18. februar 1781), datter af grev Henrik XXIV af Reuss-Köstritz. De fik 12 børn, heriblandt:
- Friedrich Ulrich (16. marts 1736 – 21. juni 1807), kongelig dansk kammerherre
- Christian Ernst (6. februar 1742 – 28. april 1784), ridder af Johanniterordenen
- Charlotta Wilhelmina Isabella (20. juli 1743 – 16. august 1811)
- Rochus Carl (18. marts 1745 – 30. januar 1824), kongelig dansk generaladjudant
- Heinrich Kasimir Gottlob zu Lynar (7. maj 1748 – 19. september 1796), forfatter
- Moritz Ludwig Ernst (15. december 1754 – 15. august 1807), ligeså i kongelig dansk krigstjeneste, 1806 ophøjet i fyrstestanden